# Lo strano triangolo
Lo strano triangolo (Country Dance) è un film del 1970 di produzione britannica diretto da J. Lee Thompson.
Il film è basato sul libro Household Ghosts (1961) scritto da James Kennaway.